# Німравіди
Німравіди (Nimravidae) — вимерла родина хижих ссавців. Німравіди схожі на сучасних котячих, з якими вони мали спільного предка та розділились понад 50 млн років тому. Родина існувала в Північній Америці, Європі та Азії. Скам'янілі рештки відомі з еоцену до кінця міоцену (43—5 млн років тому).

## Опис
За зовнішнім виглядом та способом життя нагадує шаблезубу кішку смілодона (Smilodon), що існував у плейстоцені в Америці. У них була схожа будова скелета та мускулатури, а головна схожість полягала в наявності довгих, кінжалоподібних іклів. Проте, на відміну від шаблезубих кішок, їхні ікла були коротшими та конусоподібними, а не плоскими, та ховались у спеціальну нішу у нижній щелепі, а не виходили назовні, як у смілодона.

## Класифікація
- Родина Nimravidae
  -     - рід †Maofelis

  - Підродина Nimravinae
    - Dinictis
    - Dinaelurus
    - Dinailurictis
    - Eofelis
    - Nimravus
    - Pogonodon
    - Quercylurus

  - Підродина Hoplophoninae
    - Eusmilus
    - Hoplophoneus
    - Nanosmilus